# Městská knihovna Klatovy
Městská knihovna Klatovy je veřejná knihovna v Klatovech. Založena byla v roce 1859. Od roku 1999 sídlí v prostorách bývalé jezuitské koleje.

## Historie klatovské knihovny[1][2]
Počátky klatovského knihovnictví spadají do období rozmachu národní kultury, do období vlasteneckého nadšení, které po pádu Bachova absolutismu poznamenalo celé Čechy. S rozvojem společenského života se organizuje i život kulturní, kde podstatnou roli hraje literární činnost. Vznikají nové časopisy, rozvíjí se žurnalistika, stoupá tvůrčí aktivita. A tak není náhodou, že počátky klatovské knihovny jsou shodné se začátkem slavné éry „Literárních Klatov“, reprezentované jmény celé řady našich významných literátů: Rudolf Mayer, Alois Vojtěch Šmilovský, Karel Klostermann, Jaroslav Vrchlický, Josef Thomayer…
Bezprostřední návrh k založení knihovny dal v roce 1859 tehdejší klatovský purkmistr Dr. J. Nauš. 21. prosince téhož roku pak dvacet předních klatovských občanů rozhodlo o zřízení městské veřejné knihovny, v níž by se půjčovaly zdarma knihy a časopisy. Zároveň byly schváleny i stanovy knihovny. Základem pro hospodaření klatovské knihovny se stal finanční výtěžek z hudební a deklamační zábavy, která byla k tomuto účelu uspořádána 6. ledna 1860 v sále „U zlaté koule“. Účinkoval zde hudební sbor slavného c. k. husarského pluku knížete Hesso Kasselského. Zábava vynesla čistý zisk ve výši 50 zl. 88,5 kr. Po doplnění o dobrovolné příspěvky začala knihovna hospodařit s obnosem 56 zl. Prvním knihovníkem byl zvolen gymnaziální profesor Josef Andrlík. V roce 1865 byl zpracován statistický přehled o stavu knižního fondu, z nějž vyplynulo, že tehdejší stav byl 137 českých a 65 německých knih.
Během prvního roku činnosti vzrostl finanční obnos knihovny na 89 zl. 75 kr. Z něho bylo na nákup knih vynaloženo 58 zl. 25 kr. V následujících letech (1862–1864) byl příjem knihovny nepatrný. V roce 1866 knihovna následkem války zanikla. 
V roce 1897 podal MUDr. A. Mašek v obecním zastupitelstvu návrh na založení „České knihovny a čítárny“ v Klatovech, který však byl zamítnut. O rok později vyvolal znovu myšlenku zřízení knihovny v Klatovech klatovský akademický spolek Úhlava. 17. ledna 1898 podal dopisem obecnímu zastupitelstvu návrh na zřízení veřejné čítárny v Klatovech. Po předložení rozpočtu na její provoz (v dubnu) byl návrh schválen. 1. května 1898 byla veřejná čítárna v Klatovech otevřena. Byla umístěna v 1. patře domu „U kanonu“ v Pražské ulici. Ale již v létě nastaly problémy s pronajímatelem a čítárna se přestěhovala do prostor ve starém gymnáziu (dům čp. 174/I).
Činnost Městské veřejné čítárny v Klatovech pokračovala i na počátku nového století, i když za velice obtížných až svízelných podmínek. Ty byly způsobeny nedostatkem peněz na provoz, problémy s místnostmi, otopem apod. V průběhu roku 1907 začala jednání o tom, aby byla čítárna začleněna pod správu vzdělávacího sboru „Osvětového svazu pro Klatovy a okolí“. Tak se později skutečně stalo. Město se zbavilo starostí, ale rozvoj knihovnictví v Klatovech utlumilo. Naštěstí si to však město uvědomilo. 31. března 1910 starosta města MUDr. A. Mašek vložil 100 korun jako základ fondu purkmistra „Pro potřeby a udržování české knihovny a čítárny v Klatovech“. Na základě tohoto podnětu se obecní zastupitelstvo 14. prosince 1910 usneslo zřídit veřejnou městskou knihovnu a čítárnu.
Správa osvětového svazu nad čítárnou pokračovala dále, avšak starosti o její provoz neustále přibývaly. Zejména finanční možnosti svazu nedovolily nadále čítárnu spravovat. Osvětový svaz se správy vzdal 31. prosince 1911. Starost převzalo opět město a ustanovilo k ní tzv. „Kuratorium veřejné čítárny a knihovny v Klatovech“. Pro radnici, její kulturní odbor i kuratorium začalo období jednání s nejrůznějšími spolky a institucemi ve městě o zřízení jedné – centrální městské knihovny v Klatovech.
Zásadní iniciativu převzal kulturní odbor klatovské radnice. Ta vyvrcholila na konci roku 1912, kdy odbor požádal spolky a instituce o pomoc při zřízení centrální knihovny. Šlo zejména o to soustředit knižní fondy spolkových knihoven a získat podporu, zejména finanční a materiální. Jednání probíhala prakticky po celý rok. Dosavadní činnost městské veřejné čítárny spravovalo zmíněné kuratorium. Až konečně ke konci roku 1913 schválila městská rada znovuotevření městské knihovny, které se uskutečnilo 1. prosince 1913. Knižní fond rychle rostl, stejně jako přibýval počet výpůjček a čtenářů. V roce 1918 bylo evidováno celkem 2 078 knih a 474 registrovaných čtenářů.
Dne 9. března 1921 byla na popud a za obrovského osobního přispění řídícího učitele v. v. Josefa Aima otevřena Dětská čítárna v Klatovech. Byla první dětskou čítárnou v celé republice, která nikdy nepřestala pracovat, včetně období německé okupace v letech 1939–1945. Raritou v dosavadní práci s dětskými čtenáři se stala bibliografická představení pro mládež, kolektivní čtení, výstavy a podobné formy. Čítárna získala podporu nejen u místních spolků, ale pravidelně na její činnost přispívaly městský i okresní úřad, školská rada, spořitelna. V čítárně byla zavedena katalogizace. Zprávy o dobré a prospěšné práci klatovské Aimovy dětské čítárny se rychle šířily, a tak nepřekvapil velký zájem o ni z řad odborné knihovnické veřejnosti. Fotografie klatovské čítárny se objevily jako doklad pokročilého knihovnictví na výstavě soudobé kultury v Brně v roce 1928, čítárna se prezentovala na výstavě v Praze (1929) i na pedagogické mezinárodní výstavě v Ženevě v roce 1929.
V 50. letech vstoupila klatovská knihovna do povědomí čtenářské veřejnosti (a nejen jí) zejména pořádáním vlastivědných literárních zájezdů. Těch za léta 1953–1957 uskutečnila 10 s průměrnou účastí 70 čtenářů. Hlavním organizátorem byl Dr. František Pacák, dlouholetý spolupracovník knihovny.
26. července 1951 byla podle vyhlášky tehdejšího ministerstva informací a osvěty ustavena Okresní lidová knihovna, která vznikla spojením veřejné knihovny a Aimovy dětské čítárny. Začala plnit nejen svoji funkci městské knihovny, ale i metodicko-organizační činnost pro místní lidové knihovny v celém klatovském okrese. V dubnu 1952 se knihovna přestěhovala na klatovské náměstí do domu čp. 170/I, kde sídlila až do roku 1998.
Postupem doby se činnost knihoven na Klatovsku (včetně knihovny klatovské) dostávala z roviny dobrovolnosti knihovníků a spolupracovníků na úroveň profesionální knihovnické práce. 
1. ledna 1993 přešla knihovna pod správu města. Postupně se v ní vytvořilo šest oddělení: půjčovna pro dospělé, čítárna s hudebním koutkem, studovna  s oddělením pro nevidomé a zdravotně znevýhodněné čtenáře, půjčovna pro děti a mládež, oddělení nákupu a zpracování knihovních fondů a regionální oddělení, které poskytuje výměnu souborů knih a metodickou pomoc pro 46 obsluhovaných knihoven. 
V roce 1998 bylo rozhodnuto o rekonstrukci bývalé jezuitské koleje, resp. jejího západního křídla, pro potřeby Městské knihovny Klatovy. Rekonstrukce byla úspěšně dokončena v listopadu téhož roku a 1. března 1999 zde za účasti významných hostů knihovna slavnostně zahájila provoz. 
V roce 2009 získala knihovna v suterénu jezuitské koleje další prostory, kde byl vybudován centrální depozitář vybavený pojízdným regálovým systémem. V roce 2019 převzala knihovna pod svou správu i zrekonstruovaný refektář jezuitské koleje, kde tak vzniklo důstojné místo pro pořádání mnoha akcí – koncertů, přednášek, vernisáží, konferencí atd.
Během první poloviny roku 2024 probíhala v knihovně revitalizace některých prostor. V celé knihovně bylo vyměněno osvětlení a IT technika, půjčovna pro dospělé dostala nový výpůjční pult, do vstupního prostoru byl položen nový koberec. Částečným probouráním příčky došlo k propojení čítárny se studovnou, které nyní spojuje společný, taktéž nový, výpůjční pult. Veškeré vybavení v těchto dvou odděleních bylo vyměněno za nové. V čítárně tak najdeme nové úložné skříňky na periodika a regály na CD, ve studovně nové knižní regály, stanice veřejného internetu a v obou místnostech nové stoly a sezení pro čtenáře. Do studovny, přilehlého zázemí i příručního skladu byly položeny nové podlahy a taktéž došlo k výměně nábytku a knižního regálového systému. Nové prostory byly slavnostně otevřeny 23. července 2024. Vše bylo spolufinancováno z dotačního programu IROP.
Na přelomu let 2024 a 2025 byl nainstalován nový systém RFID, který posouvá zabezpečení knihovního fondu na vyšší úroveň.
Mezi organizované nebo spolupořádané akce knihovny patřily v minulosti celostátní soutěž amatérských autorů Literární Šumava, konference u příležitosti výročí významných osobností Balbínovská miscellanea, Perla v hrubé kazajce a V ráji realistickém. Každoročně knihovna pořádá historickou konferenci Barokní jezuitské Klatovy, spolupořádá Barokní svatojánskou noc a nabízí nejrůznější besedy a přednášky s významnými osobnostmi kulturního a společenského života, kurzy a výtvarné dílny pro děti, výstavy a vernisáže, workshopy se spisovateli, canisterapeutická setkání a další.

### Ředitelé klatovské knihovny
- Františka Miková (1951–1963) – první profesionální ředitelka
- Jaroslav Frey (1963–1964)
- Karel Kliment (1964–1970)
- Bohumila Polívková (1970–1974)
- Jindra Smetanová (1974–1986)
- Miroslav Sulan (1986–1993)
- Ivana Zíbarová – úřednice městského úřadu, zastupující ředitelka v období od září do konce roku 1963
- Zdeňka Buršíková (1994 – 2018)
- Romana Kubíčková – vedoucí služeb Městské knihovny Klatovy, zastupující ředitelka v období od října 2018 do konce ledna 2019
- Jarmila Poupová (2019–2024)
- Marie Frančíková – vedoucí regionálního oddělení Městské knihovny Klatovy, zastupující ředitelka od února 2024 do konce dubna 2024
- Jan Adamec (květen–červen 2024)
- Marie Frančíková – vedoucí regionálního oddělení Městské knihovny Klatovy, zastupující ředitelka od června 2024 do konce září 2024
- Marie Frančíková (1. 10. 2024 –)

## Fotogalerie

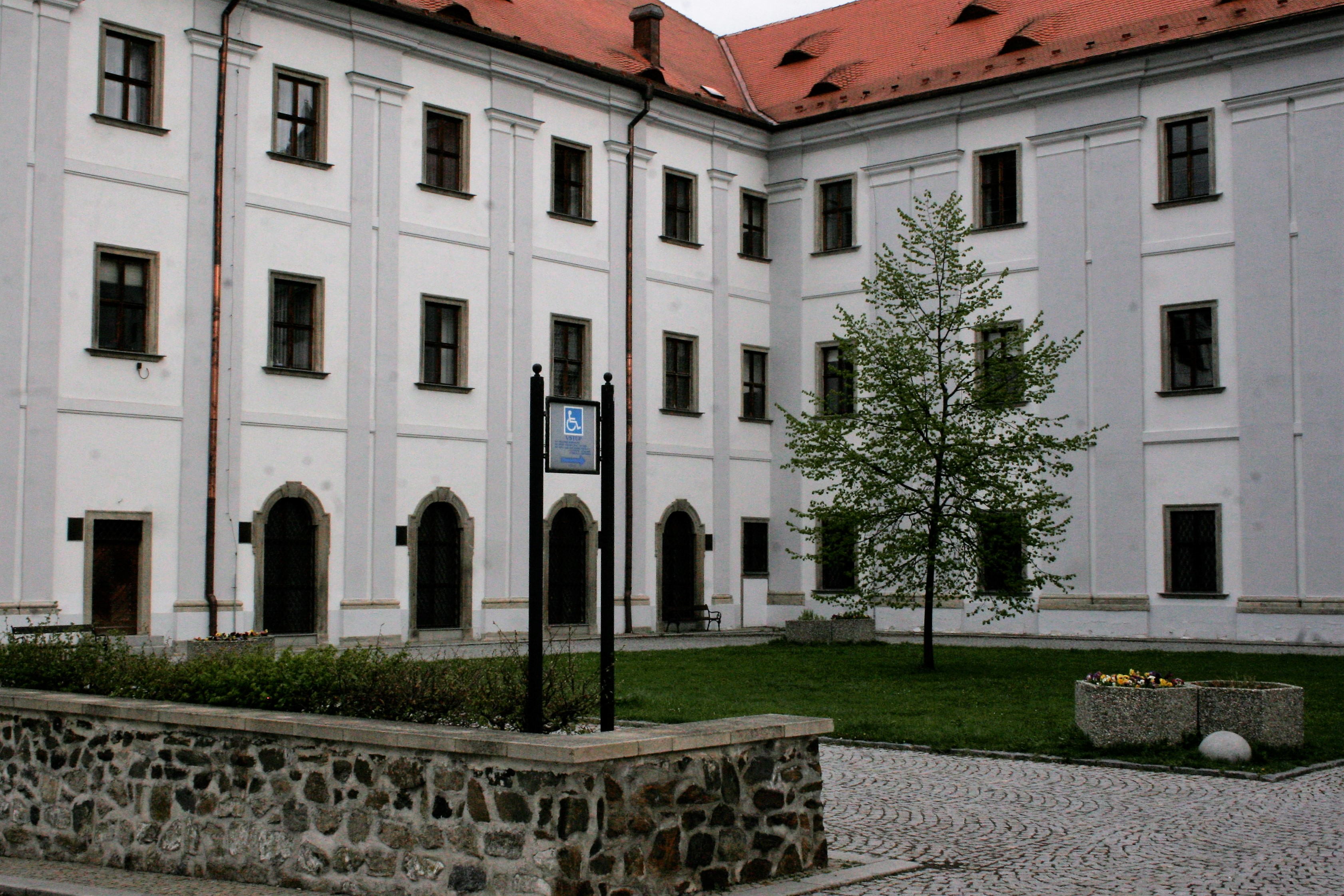
Detail na budovu dřívější jezuitské koleje
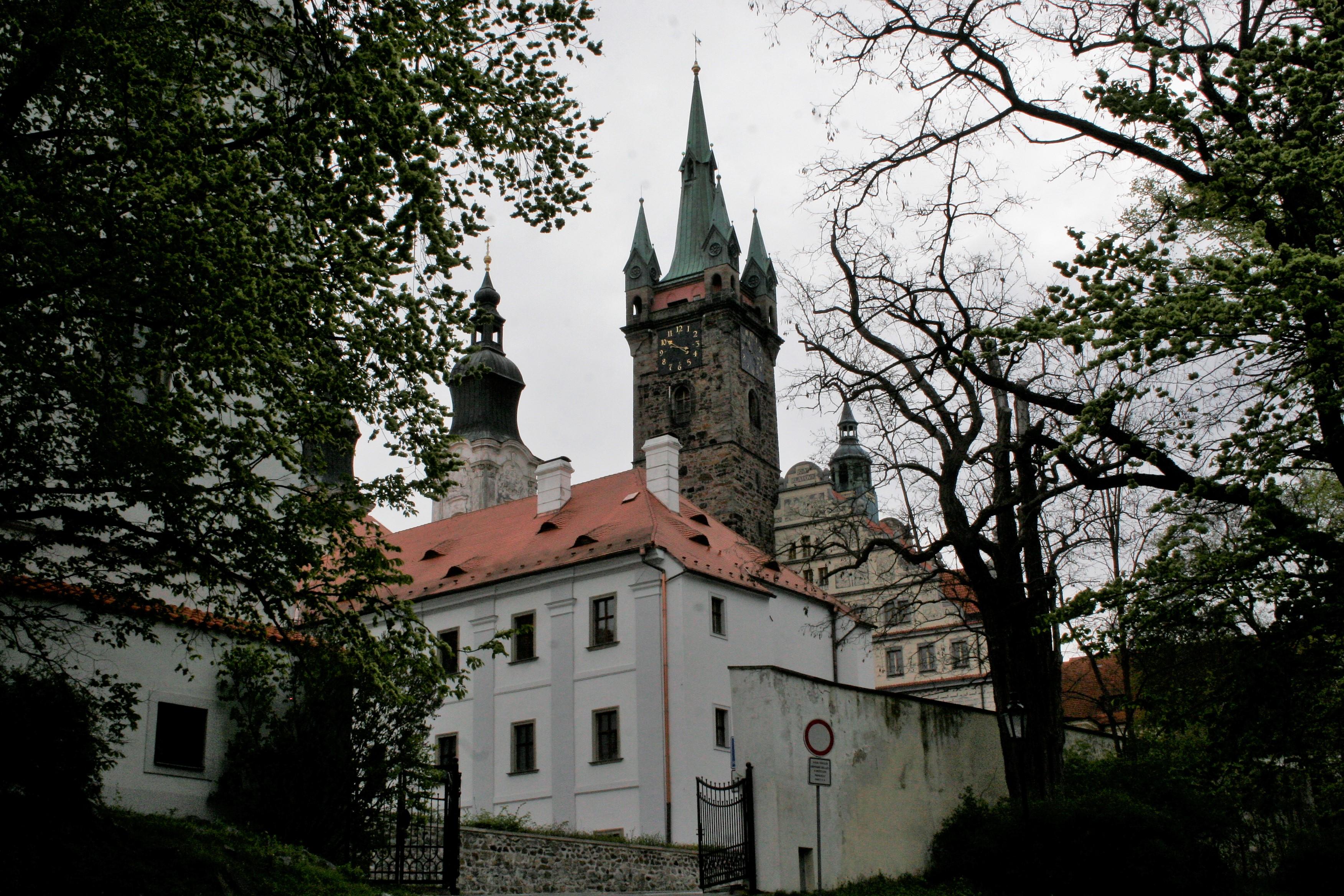
Budova jezuitské koleje zdáli, v pozadí Černá věž
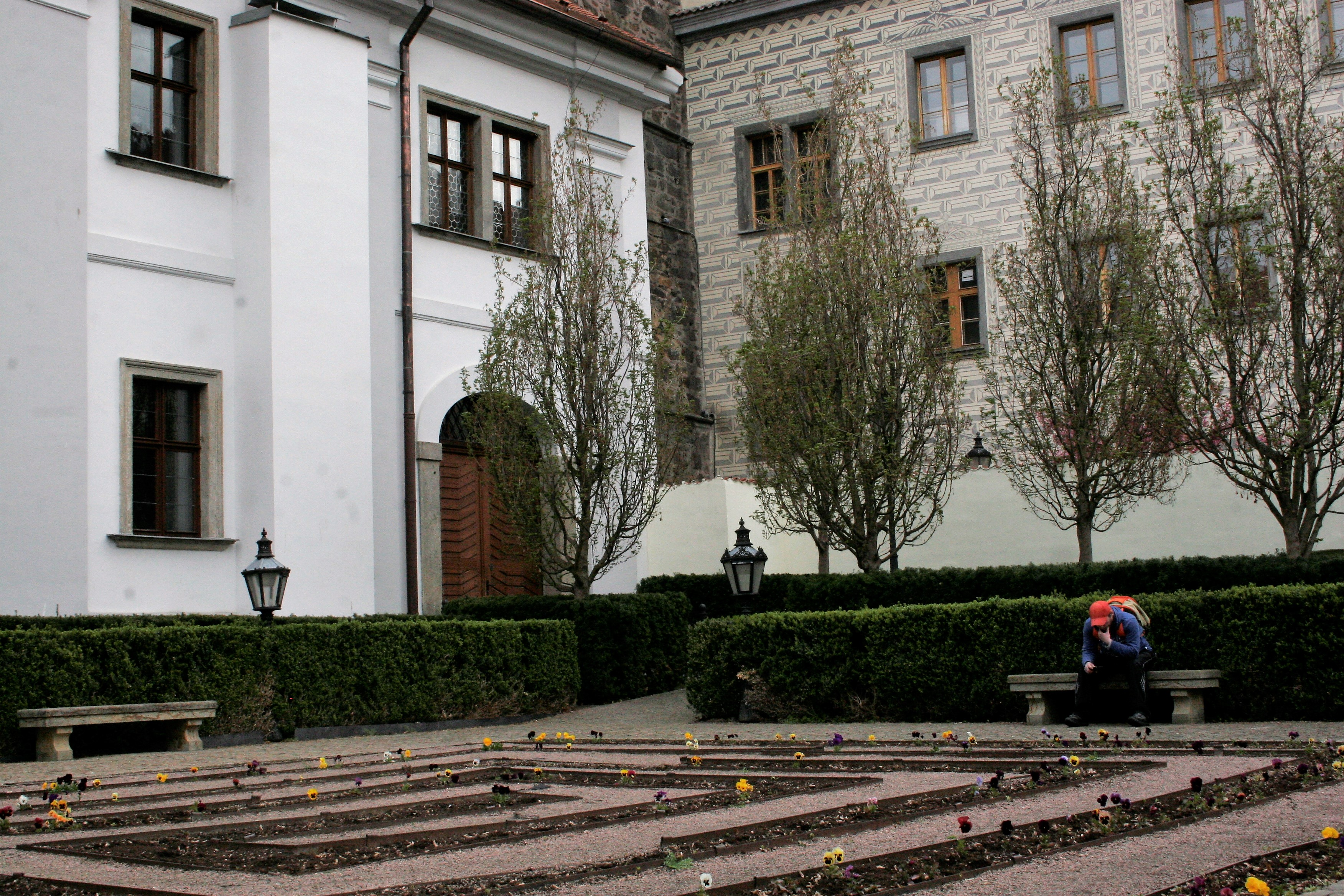
Detail na budovu jezuitské koleje